# Portugal Masters 2013
De Portugal Masters is een golftoernooi van de Europese PGA Tour. In 2013 wordt het toernooi van 10-13 oktober gespeeld op de  Oceânico Victoria Golf Club in Vilamoura. Het prijzengeld is € 2.000.000.
Titelverdediger is Shane Lowry die hier zijn eerste overwinning als professional op de Europese Tour behaalde. In 2009 had hij als amateur al het The 3 Irish Open gewonnen.

## Verslag
De par van de baan is 71.

### Ronde 1

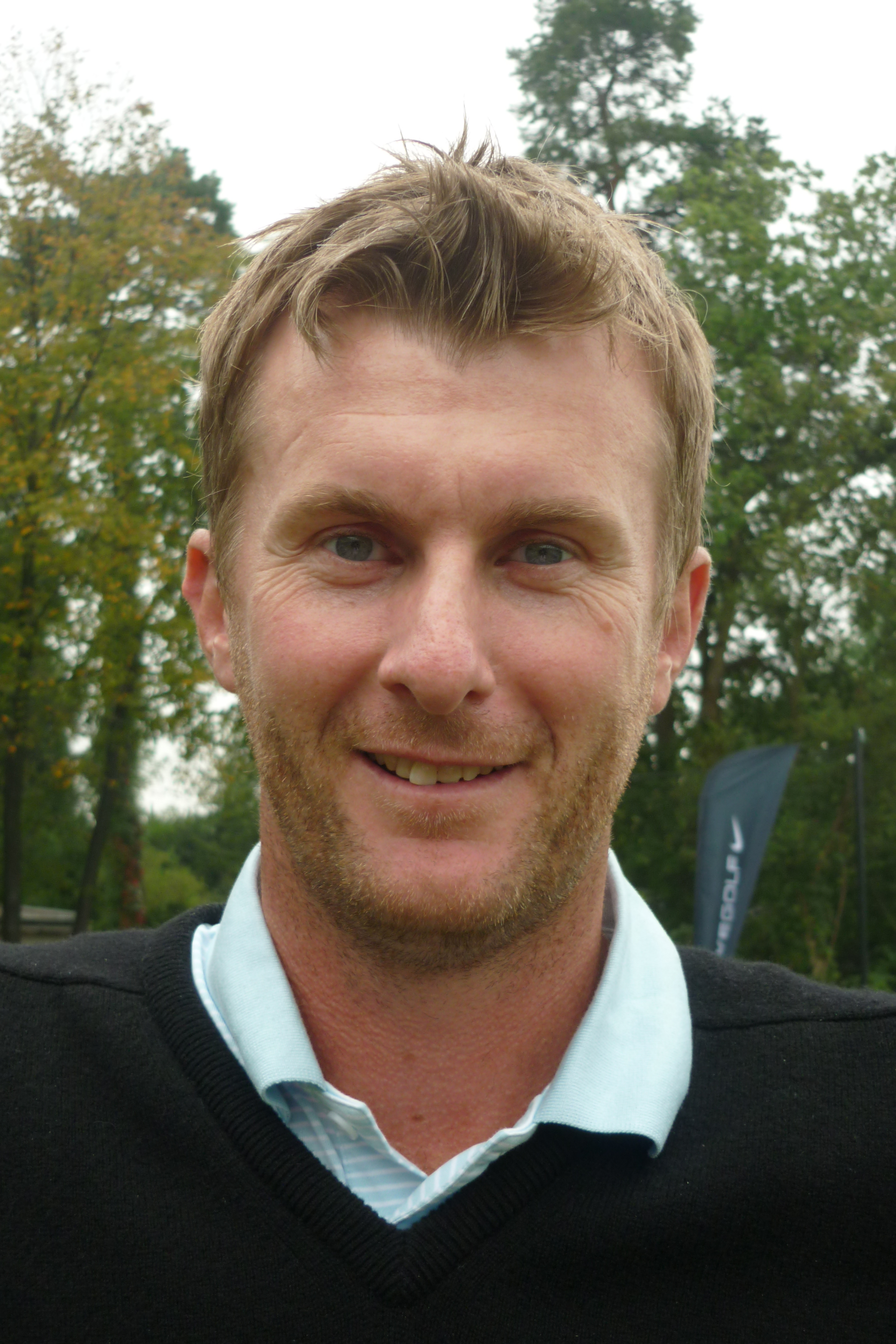
David Lynn, leider ronde 1 en 2
Winnaar 2013

Met een score van 65 gingen zeven spelers aan de leiding: Felipe Aguilar, Jamie Donaldson, Maximilian Kieffer, David Lynn, Alvaro Quiros, Graeme Storm en Simon Thornton. Maarten Lafeber had zijn goede vorm nog niet teruggevonden maar Robert-Jan Derksen, Joost Luiten en Nicolas Colsaerts speelden ruim onder par.

### Ronde 2
Tijdens ronde 2 kwamen mooie scores binnen en stegen Hennie Otto en Paul Waring naar -12. Tegen het einde van de middag bereikte David Lynn ook weer de eerste plaats. Drie spelers maakten een ronde van 63. Derksen en Luiten delen de 30ste plaats met dertien spelers, terwijl Colsaerts naar de 13de plaats steeg.

### Ronde 3
Scott Jamieson was de 18de speler op de Europese Tour die een ronde van 60 maakte, en na Peter Uihlein de tweede dit jaar. Hij had maar net de cut gehaald en stond daarna (voorlopig) aan de leiding.

Het werd dringen aan de top. Zes spelers deelden de leiding op -14 totdat Paul Waring op hole 16 naar -15 ging en Chris Doak op de laatste hole een bogey maakte.

Joost Luiten speelde met Graeme Storm, beiden bleven boven par. Derksen had een bogeyvrije ronde van -4 en steeg 12 plaatsen in het klassement.

### Ronde 4
Robert-Jan Derksen heeft zijn toernooi mooi afgerond met een ronde van -5. Minder gelukkig was Colsaerts, hij speelde -1 en zakte wat in het klassement.

David Lynn maakte een mooie ronde van 63, hij kwam op -18, steeg naar de eerste plaats en moest nog ruim een uur afwachten of hij ingehaald werd. Bernd Wiesberger moest nog twee holes spelen en stond op -17 en vier spelers stonden op -16. Wiesberger maakte een bogey op hole 17, een par 5 waar hij in twee slagen de green probeerde te bereiken maar waar zijn bal in het water kwam. Daarna vormde Justin Walters de sterkste bedreiging. Hij maakte vier birdies achter elkaar om op -17 te komen voordat hij op hole 18 afsloeg. Daar maakte hij een par.
David Lynn behaalde in 2004 met het KLM Open zijn eerste overwinning, sindsdien werd hij zes keer (gedeeld) tweede, en de Portugal Masters was zijn tweede overwinning. Hij heeft nu speelrecht op de Tour tot eind 2015.
Miguel Ángel Jiménez maakte een hole-in-one op hole 8, desondanks eindigde hij op de 57ste plaats.
- Scores

| Naam               | Score R1 | Score R1 | Nr   | Score R2 | Score R2 | Totaal | Nr  | Score R3 | Score R3 | Totaal | Nr  | Score R4 | Score R4 | Totaal | Nr  |
| ------------------ | -------- | -------- | ---- | -------- | -------- | ------ | --- | -------- | -------- | ------ | --- | -------- | -------- | ------ | --- |
| David Lynn         | 65       | -6       | T1   | 65       | -6       | -12    | T1  | 73       | +2       | -10    | T16 | 63       | -8       | -18    | 1   |
| Justin Walters     | 69       | -2       | T54  | 63       | -8       | -10    | T6  | 69       | -2       | -12    | T9  | 66       | -5       | -17    | 2   |
| Stephen Gallacher  | 70       | -1       | T    | 67       | -4       | -5     | T   | 65       | -6       | -11    | T11 | 66       | -5       | -17    | T3  |
| Paul Waring        | 67       | -4       | T17  | 63       | -8       | -12    | T1  | 67       | -4       | -16    | 1   | 71       | par      | -16    | T3  |
| Jamie Donaldson    | 65       | -6       | T1   | 68       | -3       | -9     | T8  | 66       | -5       | -14    | T2  | 70       | -1       | -15    | T6  |
| Hennie Otto        | 66       | -5       | T8   | 64       | -7       | -12    | T1  | 69       | -2       | -14    | T2  | 70       | -1       | -15    | T6  |
| Simon Thornton     | 65       | -6       | T1   | 69       | -2       | -8     | T11 | 65       | -6       | -14    | T2  | 71       | par      | -14    | T8  |
| Chris Doak         | 67       | -4       | T17  | 64       | -7       | -11    | T4  | 69       | -2       | -13    | T6  | 70       | -1       | -14    | T8  |
| Robert-Jan Derksen | 69       | -2       | T54  | 68       | -3       | -5     | T30 | 67       | -4       | -9     | T18 | 66       | -5       | -14    | T11 |
| Scott Jamieson     | 66       | -5       | T8   | 73       | +2       | -3     | T52 | 60       | -11      | -14    | T2  | 72       | +1       | -13    | T13 |
| Matthew Baldwin    | 67       | -4       | T17  | 66       | -5       | -9     | T8  | 69       | -2       | -11    | T11 | 70       | -1       | -12    | T16 |
| Nicolas Colsaerts  | 68       | -3       | T46  | 67       | -4       | -7     | T12 | 67       | -4       | -11    | T11 | 70       | -1       | -12    | T16 |
| Alvaro Quiros      | 65       | -6       | T1   | 67       | -4       | -10    | T6  | 68       | -3       | -13    | T6  | 74       | +3       | -10    | T22 |
| Maximilian Kieffer | 65       | -6       | T1   | 71       | par      | -6     | T17 | 72       | +1       | -5     | T48 | 67       | -4       | -9     | T26 |
| Felipe Aguilar     | 65       | -6       | T1   | 70       | -1       | -7     | T14 | 70       | -1       | -8     | T22 | 71       | par      | -8     | T38 |
| Joost Luiten       | 68       | -3       | T46  | 69       | -2       | -5     | T30 | 73       | +2       | -3     | T63 | 68       | -3       | -6     | T51 |
| Thomas Bjørn       | 74       | +3       | T111 | 63       | -8       | -5     | T30 | 72       | +1       | -4     | T56 | 70       | -1       | -5     | T57 |
| Graeme Storm       | 65       | -6       | T1   | 72       | +1       | -5     | T30 | 72       | +1       | -4     | T56 | 70       | -1       | -5     | T57 |
| Maarten Lafeber    | 73       | +2       | T102 | 73       | +2       | +4     | MC  |          |          |        |     |          |          |        |     |

| Leider |  | Toernooirecord |  | MC = missed cut = cut gemist |  | DQ = disqualified |

## Spelers
Veertien voormalige Ryder Cup-spelers staan op de lijst
| - Felipe Aguilar - Thomas Aiken - Björn Åkesson - Fredrik Andersson Hed - Matthew Baldwin - Seve Benson - Thomas Bjørn - Richard Bland - Kristoffer Broberg - Rafa Cabrera Bello - Jorge Campillo - Alejandro Cañizares - Magnus A. Carlsson - Christian Cévaër - SSP Chowrasia - Robert Coles - Nicolas Colsaerts - Matteo Delpodio - Robert-Jan Derksen - Chris Doak - Andrew Dodt - Jamie Donaldson - David Drysdale - Victor Dubuisson - Simon Dyson - Johan Edfors - Niclas Fasth - Gonzalo Fdez-Castaño - Richard Finch - Oliver Fisher - Ross Fisher - Tommy Fleetwood - Mark Foster | - Lorenzo Gagli - Stephen Gallacher - Ignacio Garrido - Jean-Baptiste Gonnet - Ricardo González - Emiliano Grillo - Anders Hansen - JB Hansen - Søren Hansen - Andreas Hartø - Grégory Havret - Scott Henry - David Higgins - Michael Hoey - Keith Horne - David Horsey - David Howell - Raphaël Jacquelin - Thongchai Jaidee - Scott Jamieson - Miguel Ángel Jiménez - Alexandre Kaleka - Martin Kaymer - Maximilian Kieffer - Søren Kjeldsen - Espen Kofstad - Maarten Lafeber - José Manuel Lara - Pablo Larrazábal - Paul Lawrie - Peter Lawrie - Craig Lee - Thomas Levet | - Tom Lewis - Gary Lockerbie - Shane Lowry (2012) - Joost Luiten - David Lynn - Morten Ørum Madsen - Matteo Manassero - Gareth Maybin - Paul McGinley - Damien McGrane - Francesco Molinari - James Morrison - Garth Mulroy - Matthew Nixon - Alex Norén - José María Olazabal - Hennie Otto - Chris Paisley - Eddie Pepperell - Phillip Price - Julien Quesne - Alvaro Quiros - Richie Ramsay - Eduardo de la Riva - Robert Rock - Ricardo Santos - Marcel Siem - Joel Sjöholm - Lee Slattery - Graeme Storm - Andy Sullivan - Alessandro Tadini - Simon Thornton | - Mark Tullo - Dawie Van der Walt - Jaco Van Zyl - Simon Wakefield - Anthony Wall - Justin Walters - Paul Waring - Marc Warren - Romain Wattel - Peter Whiteford - Martin Wiegele - Bernd Wiesberger - Danny Willett - Chris Wood - Fabrizio Zanotti Voormalige winnaars - Richard Green - Steve Webster Invitaties - Jun Sub Park - Pedro Figueiredo - Nuno Henriques - Brandon Stone Nationale PGA - José-Filipe Lima - Tiago Cruz - Hugo Santos - Antonio Rosado Amateurs - Ricardo Melo Gouveia - Joao Carlota WAGR 488 |